# Emil Kowalczyk
Emil Kowalczyk (ur. 17 grudnia 1941 w Lipnicy Wielkiej, zm. 23 lutego 2005) – polski pedagog, poeta, redaktor i działacz społeczny, związany z polską Orawą.

## Życiorys
Ukończył szkołę podstawową w rodzinnej miejscowości, następnie Państwowe Liceum Pedagogiczne Nr 2 w Krakowie. W 1971 uzyskał tytuł magistra filologii polskiej na Wydziale Filologiczno-Historycznym ówczesnej Wyższej Szkoły Pedagogicznej w Krakowie. 10 lat później obronił w tejże uczelni pracę doktorską pt. „Środowiskowe funkcje literatury regionalnej na przykładzie Polskiej Orawy”. Po zakończeniu studiów wrócił do Lipnicy Wielkiej i podjął pracę w charakterze nauczyciela w tamtejszej podstawówce. Jest założycielem Dziecięcego Zespołu Regionalnego "Orawianie" im. Karola Wójciaka „Heródka”, kultywującego kulturę orawską, w którym sam grał na skrzypcach. W 1990 r. wszedł w skład redakcji miesięcznika regionalnego "Hale i Dziedziny". W 1991 objął funkcję Przewodniczącego Rady Gminy Lipnica Wielka, którą pełnił do końca życia. Szkoła Podstawowa nr 4 w Lipnicy Wielkiej nosi jego imię.

## Dzieła
Jako poeta, jest autorem tomików:
- Napij się orawskiego ciepła (1991)
- Dookoła smreków paciorki (1994)
- Mos ty serce Orawskie? (wydane pośmiertnie)

## Muzyka
Tekstów dwóch wierszy Emila Kowalczyka z tomu „Napij się orawskiego ciepła” użył w swoich kompozycjach muzycznych zespół De Press: „Co mnie tak dzierzy przi tobie?” z płyty „Groj skrzypko groj” oraz „Cy bocycie Świynty Ojce”.

## Odznaczenia
- Krzyżem Kawalerskim Orderu Odrodzenia Polski
- Złotym Krzyżem Zasługi
- Medalem Komisji Edukacji Narodowej
- Odznaką Zasłużony Działacz Kultury